# Paul Burke (acteur)
Pour les articles homonymes, voir Burke et Paul Burke.
Paul Burke est un acteur américain, né le 21 juillet 1926 à La Nouvelle-Orléans et mort le 13 septembre 2009 à Palm Springs.

## Biographie
Paul Burke est surtout connu pour ses premiers rôles dans les séries Naked City and Twelve O'Clock High (en).
Paul Burke est né à la Nouvelle-Orléans, fils de Santa Maria (Palerme) et Martin Joseph « Marty » Burke, boxeur qui a combattu Gene Tunney et qui a été ensuite propriétaire d'un restaurant et d'une boîte de nuit appelée « Marty Burke's » dans le quartier français de la Nouvelle-Orléans.
Après une formation à la Pasadena Playhouse, la carrière cinématographique de Burke commence avec un petit rôle dans le film Golden Girl. Au début de sa carrière, Burke joue dans les séries Highway Patrol (en) et Men of Annapolis (it). En 1956-1957, Burke est choisi pour jouer le rôle du Dr Noah McCann dans l'histoire d'un couple de vétérinaires motivés (programme hebdomadaire produit par Jack Webb et diffusé sur la NBC).
Au cours de la saison 1957-1958, Burke apparaît dans le rôle de Jeff Kittridge dans cinq épisodes de la série d'aventures et de drames Harbormaster de Barry Sullivan. Burke est également invité à jouer dans des épisodes de Tightrope, Dragnet, Les aventures de Superman, The Man and the Challenge, et M. Squad. Durant la saison 1959-1960, il joue le rôle de Robertson dans la série d'espionnage Five Fingers de la NBC avec David Hedison.
Burke décroche ensuite le rôle principal de la série policière Naked City dans laquelle il joue, de 1960 à 1963, l’inspecteur Adam Flint. Puis, de 1964 à 1967, Burke obtient dans 12 O'Clock High, le rôle principal du capitaine Joe Gallagher (plus tard major, puis colonel). C'est durant cette période qu'il rencontre sa femme, Lyn. Ce fut le dernier rôle principal de Burke à la télévision.
En 1967, Paul Burke joue dans le film La vallée des poupées où il interprète le rôle du jeune avocat qui se lie d'amitié avec les trois stars féminines et a une relation orageuse avec l'une d'entre elles, Anne Welles. La même année, il joue un officier de police poursuivant un voleur d'art, rôle interprété par Steve McQueen dans L'Affaire Thomas Crown.
Dans les années 1970, il apparaît dans Starsky et Hutch, dans trois épisodes de La croisière s'amuse, puis en 1984, en tant que C.C. Capwell dans vingt et un épisodes du feuilleton Santa Barbara. Il apparaît dans des seconds rôles dans plusieurs séries télévisées, notamment des rôles récurrents dans la série Dynastie de 1982 à 1988 et dans Magnum avec Tom Selleck, de 1981à 1985. Paul Burke a également fait la promotion pour le détaillant de produits électroniques RadioShack dans des publicités télévisées.
Paul Burke était le grand-père de l'actrice Alia Shawkat.
Il prend sa retraite au début des années 1990. Souffrant de leucémie et d'un lymphome non hodgkinien, il est mort à son domicile de Palm Springs, en Californie à l'âge de 83 ans.
Sa seconde épouse, Lyn Peters, est morte à Palm Springs le 10 septembre 2013, à l'âge de 72 ans.

## Filmographie partielle
| Cinéma | Cinéma                          | Cinéma                     | Cinéma          | Cinéma          |
| Années | Titres français                 | Titres originaux           | Réalisateurs    | Rôles           |
| ------ | ------------------------------- | -------------------------- | --------------- | --------------- |
| 1951   | Baïonnette au canon             | Fixed Bayonets!            | Samuel Fuller   | Doggie          |
| 1952   | Francis Goes to West Point (en) | Francis Goes to West Point | Arthur Lubin    | Sergeant Swazey |
| 1953   | Le Bagarreur du Pacifique       | South Sea Woman            | Arthur Lubin    | Enseigne        |
| 1955   | Francis in the Navy             | Francis in the Navy        | Arthur Lubin    | Tate            |
| 1956   | Screaming Eagles (en)           | Screaming Eagles           | Charles F. Haas | Caporal Dreef   |
| 1964   | Della                           | Della                      | Robert Gist     | Barney Stafford |
| 1967   | La vallée des poupées           | Valley of the Dolls        | Mark Robson     | Lyon Burke      |
| 1968   | L’Affaire Thomas Crown          | The Thomas Crown Affair    | Norman Jewison  | Lt. Eddy Malone |
| 1969   | Histoire d'un meurtre           | Once You Kiss a Stranger…  | Robert Sparr    | Jerry           |

## Télévision
- 1955 :Big Town Gardiner.1 épisode : Navy
- 1955 : Log Sparks. 1 épisode
- 1955 :Highway Patrol  : Trooper #2217. 1 épisode
- 1957 : Men of Annapolis : Wesley Edmont :  1 épisode
- 1958 : Tales of Wells Fargo  : Bud Crawford : 1 épisode
- 1959 : The Millionaire :  Nellis : 1 épisode
- 1960 : Hawaiian Eye :  Brad Finley : 1 épisode
- 1960 : Hotel de Paree  : Tad Frisbee : 1 épisode
- 1960 : Wanted : Dead or Alive : Daniel Trenner : 1 épisode
- 1960-1963 : Naked City : Detective Adam Flint : 99 épisodes
- 1964 : The Great Adventure : Captain Richard Pratt : 1 épisode
- 1964 : Combat! : Sgt. O'Neill : 1 épisode
- 1964 : Slattery's People : Dr Robert Harrison : 1 épisode
- 1964-1967 : 12 O'Clock High  : Colonel Joseph Anson Gallagher : 48 épisodes
- 1970 : Crowhaven Farm :  Ben Porter : Téléfilm
- 1972 : The Rookies Neil Montgomery : Téléfilm
- 1973 : The New Adventures of Perry Mason : Herbert Newton : 1 épisode
- 1973 : Shaft : Elliot Williamson : 1 épisode
- 1974 : Police Woman : Joe Fenner : 1 épisode
- 1974 : Harry O : Philip Ballinger : 1 épisode
- 1974 : Mannix : Anderson : 1 épisode
- 1975 : McMillan & Wife : Les Walker : 1 épisode
- 1976 : Petrocelli : John Fleming : 1 épisode
- 1976 : Starsky et Hutch : Lt. Ted Cameron : 2 épisodes
- 1977 : Little Ladies of the Night  : Frank Atkins : Téléfilm
- 1978 : What Really Happened to the Class of '65?  : McDonald : 1 épisode
- 1979 : The Littlest Hobo : Andy McClelland : 1 épisode
- 1980 : Charlie's Angels : Clifford Burke : 1 épisode, Ces dames en voient de drôle
- 1980 : Trapper John, M.D. : Dr Malcolm : 1 épisode
- 1981 : Vega$ : Raymond Green : 1 épisode
- 1982-1988 : Dynastie : Neal McVane
- 1983 : T. J. Hooker  : Capt. Frank Medavoy : 1 épisode
- 1984 : Santa Barbara : C. C. Capwell : 21 épisodes
- 1984 : The Red-Light Sting : Brockelhurst : Téléfilm
- 1985 : Finder of Lost Loves : Richard Foster : 1 épisode
- 1985 : Arabesque : Herbert Upton : 1 épisode
- 1986 : Hot Shots : Nicholas Broderick : 13 épisodes
- 1988 : Cagney & Lacey  : Winston Prentiss : 1 épisode
- 1990 : Columbo : Horace Sherwin : 1 épisode